# Гардая (област)
Гардая (на арабски: ولاية غرداية) е административно-териториална област на Алжир.
Населението ѝ е 363 598 жители (по данни от април 2008 г.), а площта – 86 105 кв. км. Намира се в часова зона UTC+01. Телефонният ѝ код е +213 (0) 29. Административен център е град Гардая.
В северната част на областта на южните склонове на Атласките планини се намира долината Мзаб с център гр. Гардая, която е обявена за обект от списъка на световното наследство на ЮНЕСКО през 1982 г.